# Ľubomír Moravčík
Ľubomír Moravčík (Nitra, 22 de juny de 1965) és un exfutbolista eslovac. Va disputar 80 partits amb la selecció de Txecoslovàquia, selecció d'Eslovàquia.